# Franck Rabarivony
Franck Rabarivony (Tours, 15 de novembro de 1970) é um ex-futebolista malgaxe nascido na França.

## Carreira em clubes
Revelado pelo Auxerre em 1992, Rabarivony atuou pela agremiação até 1998, quando foi jogar no Real Oviedo. No time espanhol, teve uma passagem discreta.
Em 2002, foi para Portugal, para assinar com o Vitória de Guimarães, onde jogou pouco. Também teve uma rápida passagem pelo futebol grego, onde defendeu o Skoda Xanthi. Firmou-se mesmo no Stade Tamponnaise, time que disputa o Campeonato de Futebol de Reunião. Aposentou-se em 2008, mas recebeu proposta do CO Terre-Sainte para manter a carreira em atividade.
Em 2010, aos 39 anos, Raba, que atuaria também pela Seleção Malgaxe de Futebol, foi contratado pelo AJ Petite-Ile, onde jogou por uma temporada e encerrou definitivamente sua carreira.